# Fałszywa ofiara
Fałszywa ofiara (ang. The Gingerbread Man) – amerykański thriller z 1998 roku w reżyserii Roberta Altmana. Film powstał na podstawie niewydanej powieści Johna Grishama.

## Główne role
- Kenneth Branagh – Rick Magruder
- Embeth Davidtz – Mallory Doss
- Robert Downey Jr. – Clyde Pell
- Daryl Hannah – Lois Harlan
- Tom Berenger – Pete Randle
- Famke Janssen – Leeanne Magruder
- Mae Whitman – Libby Magruder
- Jesse James – Jeff Magruder
- Robert Duvall – Dixon Doss
- Clyde Hayes – Carl Alden
- Troy Beyer – Konnie Dugan